# Hara minuscula
Hara minuscula és una espècie de peix de la família dels eretístids i de l'ordre dels siluriformes. És un peix d'aigua dolça i de clima tropical asiàtic.